# Pactes de la Moncloa
Les pactes de la Moncloa sont deux accords signés le 25 octobre 1977 au palais de la Moncloa à Madrid pour assurer une transition et adopter une politique économique afin de lutter contre une inflation élevée de 47 %.
Les accords sont signés entre le gouvernement de la législature constituante d'Espagne, présidé par Adolfo Suárez, les principaux partis politiques ayant une représentation parlementaire au Cortes Generales, les associations professionnelles et le syndicat des Commissions ouvrières (CCOO). Refusent de signer le syndicat de l'Union générale des travailleurs  (UGT) - il signera dans un second temps - et la Confédération nationale du travail (CNT), 